# Liste der Monuments historiques in Médonville
Die Liste der Monuments historiques in Médonville führt die Monuments historiques in der französischen Gemeinde Médonville auf.

## Liste der Immobilien
| Bezeichnung            | Beschreibung                                                            | Standort               | Kennzeichnung | Schutzstatus | Datum | Bild           |
| ---------------------- | ----------------------------------------------------------------------- | ---------------------- | ------------- | ------------ | ----- | -------------- |
| Alte Kirche Notre-Dame | jetzt Friedhofskapelle; Chor und Turm erhalten, 11. und 12. Jahrhundert | Rue de la Mothe (Lage) | PA00107201    | Classé       | 1914  | weitere Bilder |

## Liste der Objekte
| Bezeichnung   | Beschreibung                                                              | Standort                              | Kennzeichnung | Schutzstatus | Datum | Bild |
| ------------- | ------------------------------------------------------------------------- | ------------------------------------- | ------------- | ------------ | ----- | ---- |
| Nikolausaltar | Altartisch und Retabel; Holz, farbig gefasst, 18. Jahrhundert             | in der alten Kirche Notre-Dame (Lage) | PM88000551    | Classé       | 1982  |      |
| Schrank       | Eichenholz, 1804 oder 1805 (An XIII)                                      | in der Mairie (Lage)                  | PM88001597    | Inscrit      | 1981  |      |
| Hauptaltar    | Altartisch, Retabel und Skulpturen; Holz, farbig gefasst, 18. Jahrhundert | in der alten Kirche Notre-Dame (Lage) | PM88000550    | Classé       | 1982  |      |
| Schrank       | Eichenholz, 19. Jahrhundert                                               | in der Mairie (Lage)                  | PM88001596    | Inscrit      | 1981  |      |